# Dendrobium vogelsangii
Dendrobium vogelsangii är en orkidéart som beskrevs av P.O'byrne. Dendrobium vogelsangii ingår i släktet Dendrobium, och familjen orkidéer.
Artens utbredningsområde är Sulawesi. Inga underarter finns listade i Catalogue of Life.